# Gisingen (Wallerfangen)
Gisingen (Saarländisch Géiséngen) ist ein Ortsteil der Gemeinde Wallerfangen im Landkreis Saarlouis (Saarland). Bis Ende 1973 war Gisingen eine eigenständige Gemeinde.

## Geographie
Gisingen liegt auf einer Höhe von etwa 330 Metern zwischen den beiden Höhenzügen Scheidberg und Gallenberg.

## Geschichte
Erstmals urkundlich erwähnt wurde Gisingen im Jahre 1140 unter dem Namen „Guisinga“.
Im Rahmen der saarländischen Gebiets- und Verwaltungsreform wurde die bis dahin eigenständige Gemeinde Gisingen am 1. Januar 1974 der Gemeinde Wallerfangen zugeordnet. Gisingen ist seitdem ein Ortsteil und ein Gemeindebezirk von Wallerfangen.

## Sehenswürdigkeiten

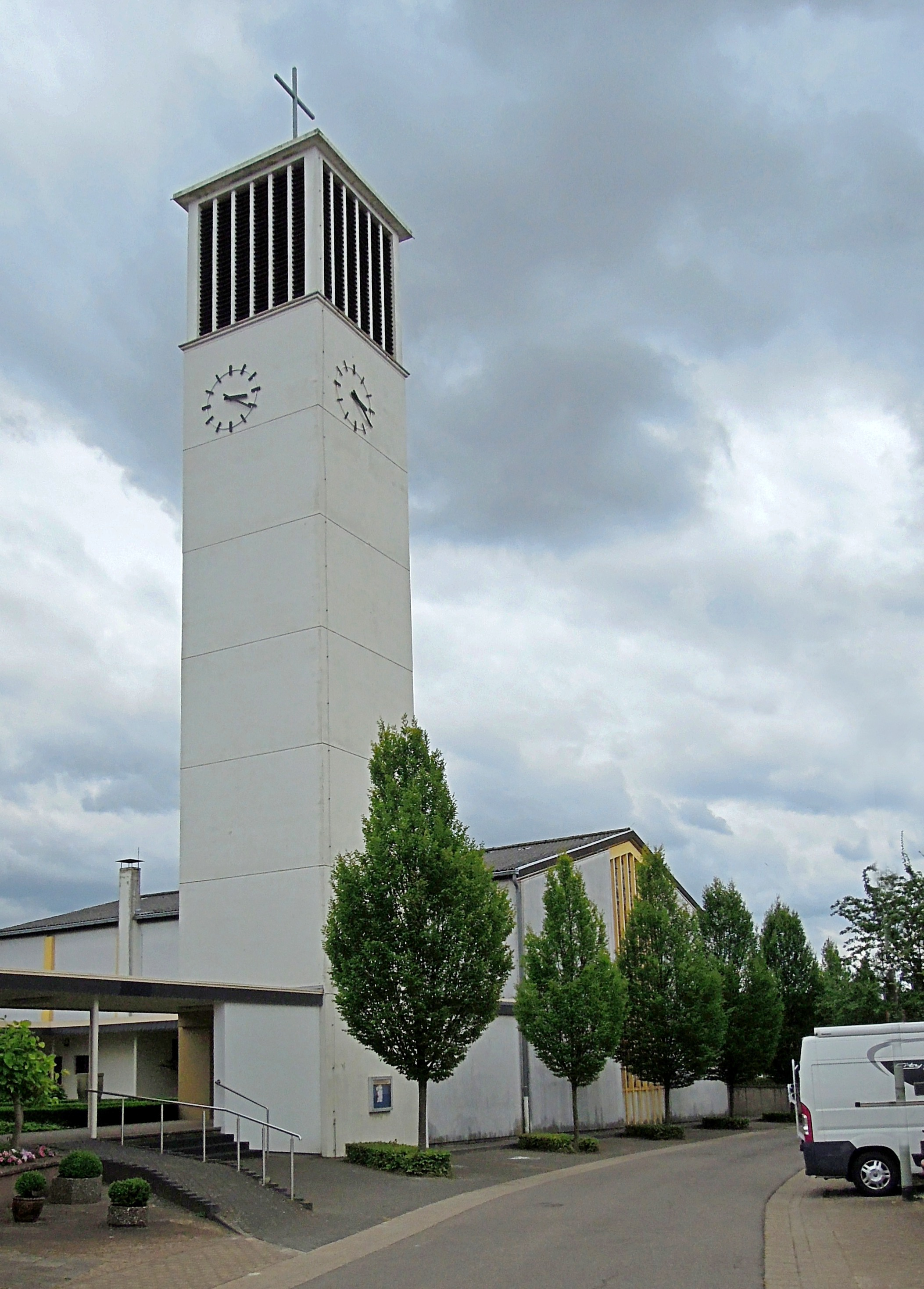
Kirche St. Andreas
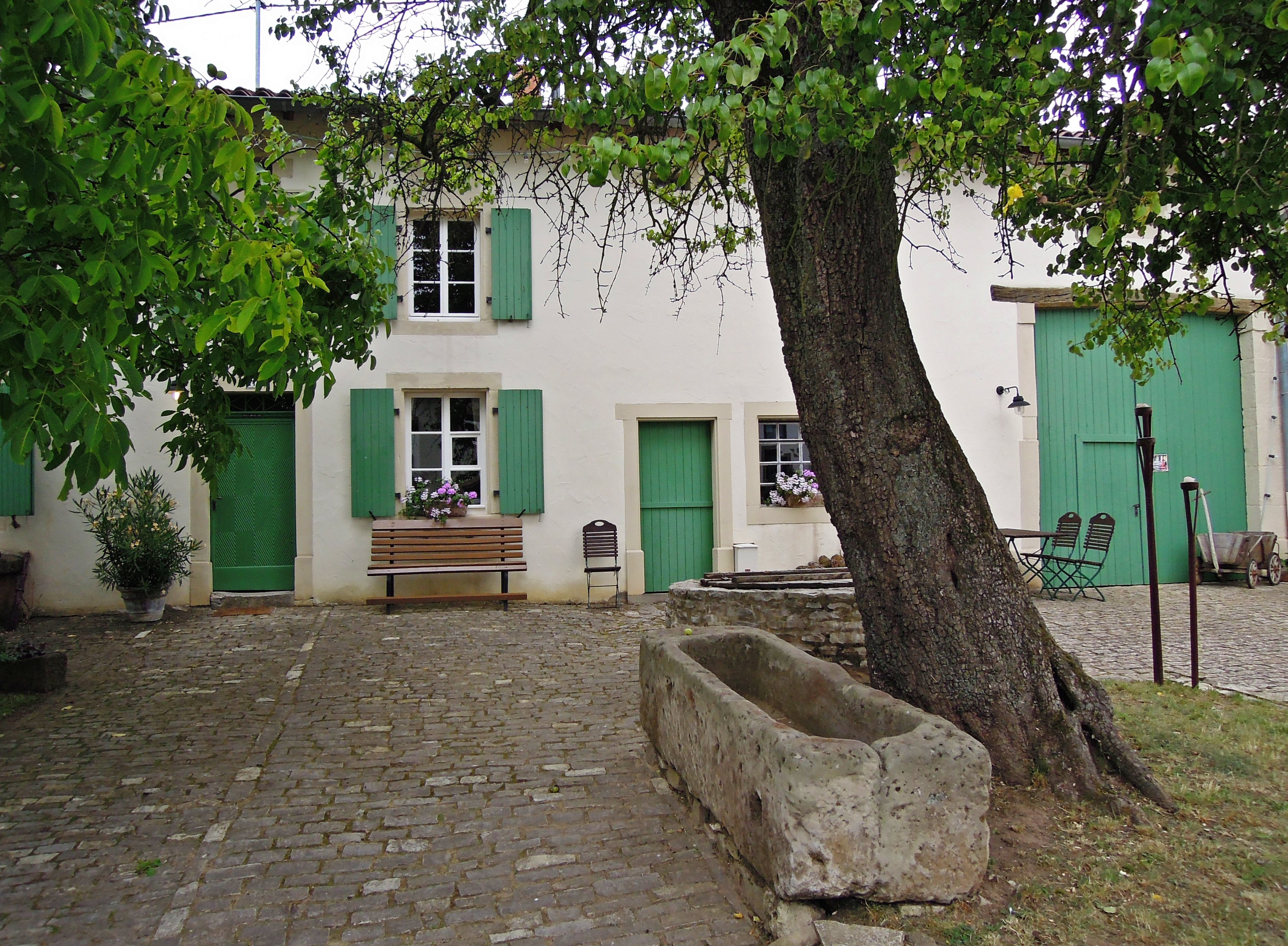
Haus Saargau

- Nach den Plänen des Saarlouiser Architekten Alois Havener (1901–1981) wurde in den Jahren 1959 und 1960 die neue katholische Pfarrkirche St. Andreas mit freistehendem Turm errichtet; sie ersetzte einen älteren Bau, der im Jahr 1969 abgebrochen wurde. Die Pfarrei Gisingen soll bereits im 11. Jahrhundert bestanden haben. Der Sakralbau weist zahlreiche moderne Kunstwerke auf, die unter anderem von Leo Kornbrust und Heinz Oliberius geschaffen wurden. Die großflächige Kunstverglasung der Kirche entwarf im Jahr 1969 das Konventsmitglied der Benediktinerabtei St. Mauritius in Tholey, Robert „Bonifatius“ Köck, der sich seit den 1950er Jahren im Saarland Renommée in dieser Sparte erworben hatte. Besonders die moderne Verglasung der frühgotischen Abteikirchenfenster in Tholey zählt zu seinen Meisterwerken. Darüber hinaus entwarf er auch die Fenster der Wallerfanger Kirche St. Katharina und Barbara. Die Gisinger Fenster wurden in Frankfurt am Main hergestellt, in der Werkstätte von Hans Bernhard Gossel, der Leiter für Glasmalerei im Städelschen Kunstinstitut gewesen war und häufig für Georg Meistermann arbeitete.[4][5]
- In Gisingen ist ein restauriertes Bauernhaus vom Typ Lothringerhaus zu besichtigen: ein klassisches Einhaus mit Wohntrakt, Scheune und Stall. Unter der Dachtraufe befindet sich ein Drempelgeschoss mit kleinen Fenstern. Das unter Denkmalschutz stehende „Haus Saargau“ ist Teil eines ganzen Ensembles von Lothringerhäusern des 18. Jahrhunderts und beherbergt heute ein Heimatmuseum zur vorindustriellen bäuerlichen Kultur der Saarregion.[6] Das Bauernhaus zeigt eine Kollektion lothringischer Möbeln aus dem 18. Jahrhundert, die der Pfarrer und Volkskundler Louis Pinck zusammengetragen hat. Integriert ins bäuerliche Museum ist eine Sammlung von Kamin-Taken- und Ofenplatten aus dem 19. Jahrhundert als Zeugnisse der historischen Eisenkunstgusses der Regionen Saarland und Lothringen. Der Bauerngarten des Hauses wurde im Jahr 2006 als Kräuter- und Gewürzgarten rekonstruiert und als beispielhaft in das Ensemble der Gärten ohne Grenzen der Region Saar, Lothringen, Luxemburg aufgenommen. An den Garten schließt sich eine Streuobstwiese mit Bienenvölkern an.[7]

## Trivia
Gisingen ist der Geburtsort von Mathias Dillinger (1831–1912, in die USA ausgewandert 1854), dem Großvater des John Dillinger, der vom FBI als erster Mensch als Staatsfeind Nr. 1 bezeichnet wurde. Mathias Dillinger stammte aus einer Leineweberfamilie. Sein Geburtshaus befand sich in der Gisinger Tutengass, der heutigen Straße „Zum Scheidberg“. Es wurde im Jahr 1940 abgerissen.